# Planchonella euphlebia
Planchonella euphlebia là một loài thực vật có hoa trong họ Hồng xiêm. Loài này được (F.Muell.) Francis miêu tả khoa học đầu tiên năm 1951.